# スピードウェイ (映画)
『スピードウェイ』（原題：Speedway）は、1968年のアメリカ合衆国の映画。監督はノーマン・タウログで、エルヴィス・プレスリーの26本目となる主演作。本作ではレーサーに扮している。プレスリー主演作において、本作が最後のミュージカル映画となった。
当初はソニー&シェール主演の映画として企画されたが、最終的に変更され企画もプレスリーに合わせて改変された。ロケ撮影はシャーロット・モーター・スピードウェイで行われた。

## キャスト
※括弧内は日本語吹替（NETテレビ版）
- スティーブ：エルヴィス・プレスリー（仲村秀生）
- スーザン：ナンシー・シナトラ（増山江威子）
- ケニー：ビル・ビクスビー（鈴木やすし）
- R・W・ヘプワース：ゲイル・ゴードン（中村正）
- アベル：ウィリアム・シャラート

## スタッフ
- 監督：ノーマン・タウログ
- 製作：ダグラス・ローレンス
- 脚本：フィリップ・ショーケン
- 撮影：ジョセフ・ルッテンバーグ
- 編集：リチャード・W・ファレル
- 音楽：ジェフ・アレクサンダー